# Polka

För godissmaken, se polkagris.  

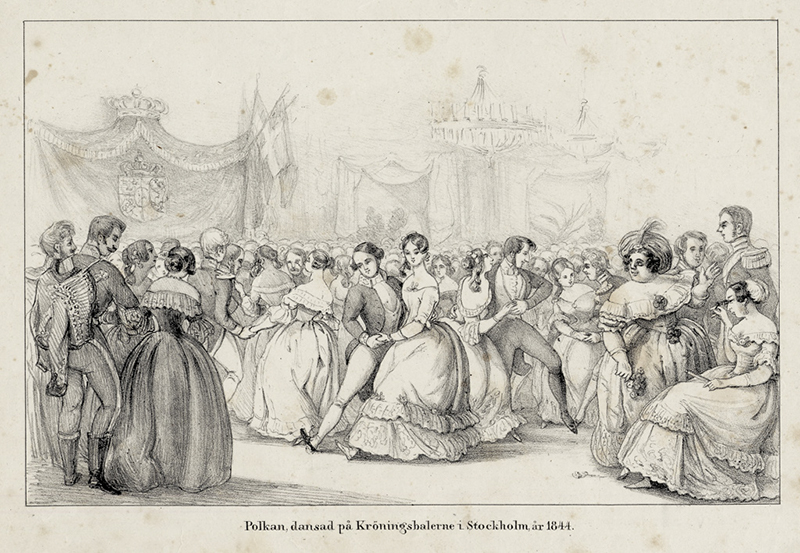
"Polkan, dansad på Kröningsbalerne i Stockholm år 1844."

Polka är en dans i livlig tvåtakt med ungefär 120 taktslag per minut och accentuerad första taktdel.

## Historia
Polkan antas ha uppstått på 1830-talet i Böhmen, då en del av Österrike men numera i den västra delen av Tjeckien. Musikforskaren Friedrich Albert Zorn som skrev om polkan har dock ifrågasatt detta och hävdade att han tidigare dansat samma dans under namnet "Skotsk vals". Franz Magnus Böhme menade att den egentligen bara var en variant av Schottis. Danserna är närbesläktade. Polkan fick sitt stora genombrott i Paris 1840, och blev då omåttligt populär i hela Europa, vilket gav upphov till polkakakor, polkaparfymer, polkafrisyrer, polkamode och till och med polkaalmanackor. Ursprungligen hade dansen flera turer, antalet har varierat. Den första beskrivningen av polka som gavs ut i Sverige 1844 innehåller 10 turer[källa behövs]. Trettio serskilda turer i polkan, sådan den dansas i Salongerne i Stockholm och Paris utgavs 1845 och innehåller två olika varianter av polka: dels en kadrilj-polka om 18 turer, dels en rundpolka om 12 turer[källa behövs]. Med tiden minskades antalet turer. I en beskrivning från 1856 lärs fem turer ut, men det omtalas att endast de två första numera vanligen dansas. I Axelina Apelboms dansbok från 1888 finns endast en tur beskriven.
Idag förekommer tre typer av polka i Sverige: Dels polka med tresteg och utan hopp, denna form kallas i folkdanslitteratur ofta "druff", dels en variant med snabbare musik, kortare steg och utan hopp, skapad i slutet av 1800-talet som vanligen kallas polkett och dels en form som kallas snoa. I slutet av 1800-talet var varianterna Wienerkreutzerpolka med sin variant Pariserpolka mycket populär, samt den svenska varianten Skåningen eller Stoppen.
Ursprungligen hade dansen flera turer, men dansas nu som par- och runddans. Polketten var på mode inom societeten ända fram till slutet av 1800-talet och början av 1900-talet, och var näst vals en av de mest omtyckta danserna.
Namnet kommer av det tjeckiska pulka, halva (halvsteg), då dansen utförs med små hoppande steg. Polkan är fortfarande vanlig i tjeckisk folkmusik och har spritts både i Europa och i Nord- och Latinamerika.

## Beskrivning
Polka dansas på taktdelarna 1, 1å och 2 i med lätt hoppande steg och rotation ett varv på 4 taktdelar. Dansstegen utförs i valsbana, vilktet innebär att dansarna förflyttar sig runt lokalens dansgolv i motsols varv. Begreppet dansriktning innebär därför en rörelse motsols runt lokalen längs dansgolvets ytterkant.  
För den (normalt kavaljeren) som börjar med ryggen inåt dansgolvets mitt blir stegen vid medsols omdansning: Vänster ben förs några decimeter åt sidan i dansriktningen och vänster fot sätts ner (1), höger fot sätts ner intill vänster (1å), vridning ett kvarts varv medsols och vänster fot isätts efter ett kort steg bakåt och i dansriktningen (2), här passerar man framför danspartnern, ny vridning ett kvarts varv medsols och höger fot sätts i åt sidan (1) i dansriktningen, vänster fot sätts ner intill höger (1å), vridning ett kvarts varv medsols och höger fot isätts efter ett kort steg framåt i dansriktningen (2), varvid man passeras av sin danspartner. Damen börjar normalt med ryggen utåt och med det steg som beskrivs för det andra (1). Rotationsriktningen byts, normalt vid ett reprisskifte, genom att en takt dansas uppstannande med tre steg på (1), (1å) och (2) så gott som på stället, varefter dansen tar ny fart med rotation åt andra hållet och med steg spegelvända mot det ovan beskrivna.  
Motsvarande steg dansade till musik i 3/4 takt kallas polkettering. (Dansen sker då på taktdelarna 1, 2, 3 istället för 1, 1å, 2. Ett varv dansas därför på sex istället för fyra taktdelar, vilket gör dansen betydligt lugnare.)  

## Klassisk musik
Inom den klassiska musiken komponerades många polkor av Johann Strauss d.ä. och d.y.. Även Bedrich Smetana har gjort ett par kända polkor, en i operan Brudköpet och en annan som ett inslag i den symfoniska diktsamlingen Mitt land (Má vlast).

## Varianter av polka
- Polkett
- Snoa